# 阿卜杜勒-瓦希德·马赫卢
阿布·穆罕默德·阿卜杜勒-瓦希德·马赫卢（阿拉伯语：‎；？—1224年，“马赫卢”意为“被罢黜者”），又称阿卜杜勒-瓦希德一世，穆瓦希德王朝哈里发，1224年2月至9月短暂在位。

## 生平
马赫卢的父亲是战功显赫的哈里发阿布·雅各布·优素福，是雅各布·曼苏尔的弟弟。他曾参与在安达卢斯的多场战役，1202年成为马拉加总督，1206年成为哈斯库拉（Haskura）部落领袖，此后成为西吉勒马萨总督，1221年起担任塞维利亚总督。1224年，哈里发优素福·穆斯坦西尔意外离世，无嗣，马拉喀什的维齐尔伊本·贾米推举六十多岁的马赫卢即位。然而，安达卢斯地区的王公抗拒这一决定，他们担心作战经验丰富而老成的马赫卢收回其自治特权，所以支持另一位更为年轻的王族阿卜杜拉·阿迪勒即位。阿卜杜拉·阿迪勒很快率军进攻马拉喀什，内战爆发。
随着阿卜杜拉的大军逼近，不满伊本·贾米擅权的其他大臣则纠集部落武装，最终驱逐了伊本·贾米，马赫卢在1224年9月遭叛军杀害。